# Gary Medel
Gary Medel, född 3 augusti 1987, är en chilensk fotbollsspelare som spelar för Vasco da Gama.
Medel spelar främst som defensiv mittfältare men han har även spelats både som mitt- och ytterback. På grund av sin intensitet och otroliga energi på planen har han fått smeknamnen "Pitbull" och "Gattuso Chileno".

## Klubbkarriär
Efter nio år i klubbens ungdomssektion fick Medel debutera för Universidad Católicas A-lag (då 19 år gammal). Förutom klubbspel blev det även framgångar med det chilenska U20-laget under VM-slutspelet i Kanada. Chile slutade trea i turneringen (efter att ha vunnit bronsmatchen mot Österrike med 1–0). Medel väckte, liksom många av sina lagkamrater, intresse hos flera klubbar.
Klubbkarriären har pekat uppåt (och spelade så pass bra att han vann priset som årets spelare) och Medel spelar nu regelbundet för Chile. Dock har han fått utstå en del problem och bekymmer på det privata planet (bl.a. en allvarlig bilkrasch).
Det spekulerades länge i om Medel skulle dra utomlands eller om han skulle bli kvar hos Universidad Católica (det ryktades bl.a. att mexikanska Atlas var intresserade). Den 20 juli, 2009 blev det officiellt känt att den chilenska klubben hade accepterat ett lånebud på spelaren. Budet kom från argentinska Boca Juniors och bara tre dagar senare presenterades Medel i sin nya klubb. I januari 2011 värvades Medel av den spanska toppklubben Sevilla där han sedan gjorde stor succé.
Den 29 augusti 2019 värvades Medel av italienska Bologna, där han skrev på ett treårskontrakt. I maj 2022 förlängde Medel sitt kontrakt med ett år.

## Landslagskarriär
Medel debuterade i La Roja 2007 och gjorde sina första mål i en VM-kvalmatch mot Bolivia i La Paz 2008. Medel spelade även fram Fabián Orellana i mötet mot Argentina (där Chile vann en historisk seger med 1–0).